# 3 "fusti", 2 "bambole" e... 1 "tesoro"
3 "fusti", 2 "bambole" e... 1 "tesoro" (Easy Come, Easy Go) è un film del 1967 diretto dal regista John Rich con protagonista Elvis Presley.

## Trama
Il tenente Ted Jackson è un uomo rana della Marina statunitense che, durante un'immersione, scopre all'interno di un relitto una vecchia mappa del tesoro. Una volta congedatosi, Ted cerca di recuperare il tesoro con l'aiuto di Jo, una sua amica ballerina appassionata di Yoga. Viene però ostacolato in tutti i modi da altri concorrenti, venuti a sapere della mappa. Alla fine il tesoro verrà scovato ma si rivelerà assolutamente privo di valore. Il tenente diverrà ugualmente ricco e famoso esibendosi nei night club come cantante.

## Produzione
Originariamente la Paramount voleva produrre un film chiamato Easy Come Easy Go con Jan and Dean protagonisti e Barry Shear come regista ma il progettò fu cancellato quando le star e vari membri della troupe furono coinvolti in un incidente ferroviario dove riportarono infortuni di varia entità. Lo studio decise quindi di usare lo stesso titolo ma con una trama completamente diversa. Le riprese principali cominciarono il 3 ottobre 1966 e terminarono circa un mese dopo.

## Colonna sonora
I brani del film: Easy Come, Easy Go; The Love Machine; Yoga Is As Yoga Does (cantata con Elsa Lanchester); You Gotta Stop; Sing You Children; I'll Take Love.
Furono tutti pubblicati all'epoca sull'EP Easy Come, Easy Go (EPA 4387).
Durante le medesime session vennero registrati altri due brani, poi non utilizzati per il film: She's a Machine, poi pubblicata nel 1968 sulla raccolta Elvis Sings Flaming Star; Leave My Woman Alone, solo in versione strumentale (Elvis non incise mai la parte vocale), rimasta inedita fino al 2007.
Nel 2007 l'EP venne ristampato su CD (serie Follow That Dream) con tutti i brani originali, She's a Machine, la strumentale Leave My Woman Alone e 13 versioni alternative.